# Stefan Hornyánszky
Stefan Gabriel Eugen Hornyánszky, född 4 mars 1905 i Pozsony/Pressburg, Kungariket Ungern, sedan 1920 Bratislava, död 21 juni 1974 i Lund, var en ungersk-svensk arkitekt. Han var far till Maria Ortman.
Hornyánszky, som var son till teologiprofessorn Aladár Hornyánszky och Klara Szervánszky, utexaminerades från tekniska högskolan i Brno 1935. Han anställdes hos arkitekt Rickard Gavel i Stockholm 1939, hos arkitekt Bertil Höök i Luleå 1941, hos arkitekt Gustaf Birch-Lindgren i Stockholm 1943, blev delägare i och ledare för arkitektfirman Gustaf Birch-Lindgren och Stefan Hornyánszkys kontor i Lund 1953 och var innehavare av Stefan Hornyánszkys arkitektkontor från 1963. Han utförde ett flertal lasarettsbyggnader och andra allmänna byggnader. Han skrev fackartiklar i svenska, tyska och engelska arkitekturtidskrifter.